# Cosplay-SM
Cosplay-SM (i logotypen stiliserat SM Cosplay) är Sveriges största nationella tävling inom hobbyn cosplay. Tävlingen är ett scenevenemang inför publik, och deltagarna tävlar genom att visa upp dräkter de själva skapat i ett framförande, exempelvis en monolog eller ett dansnummer. Tävlingen avgörs av en jury. Fram till 2018 kvalade första, andra och tredje pris till svenska representanter i Nordic Cosplay Championship. 2019 minskades det till 1:an och 2:an efter att antalet kvalande tagits ner från 3 till 2 för alla nordiska länder.
Tävlingen anordnades första gången 2011 i Uppsala, i samband med konventet UppCon. 

## Historia och bakgrund
Under det sena 00-talet fanns det i Sverige ett ökat intresse för manga och anime. Bonnier Carlsen gav vid tiden ut flera svenska översättningar av bland annat titlar som One Piece och Naruto. När fanskaran till detta tidigare relativt otillgängliga medium ökade, blev de ideella event dedikerade till att fira dem fler och större. Jämsides med konventen ökade också intresset för cosplay, som tidigt varit en del av subkulturen kring japansk populärkultur. I Sverige var cosplaytävlingar en naturlig del av konventsscenen. De vanligaste formaten var "catwalk" och "sketch". "Catwalk", eller "walk on", syftar till en tävling vars fokus är hantverket, själva uppvisningen består enbart i att deltagaren går upp och poserar på scen. "Sketch" är ett format där fokus istället ligger på att underhålla, oftast i form av en några minuter lång komedipjäs, eller till exempel ett dansnummer, och ofta med liten vikt vid dräkthantverk.
Inspirationen till Cosplay-SM kom från internationella event som World Cosplay Summit, där hantverk och mer dramabetonade framföranden, i samspel, hade större utrymme. I och med att den svenska konventsscenen hade vuxit fanns det vid slutet av 00-talet resurser att skapa större tävlingar. UppCon var vid tiden Sveriges största konvent och hade precis flyttat till Uppsala Konsert & Kongress, vilket bland annat gav dem tillgång till en stor scen. 
Tävlingen hölls för första gången 2011 på just UppCon:XI, som också var hem för tävlingen påföljande år. Eftersom UppCon:XII blev det sista UppCon-konventet kom tävlingen att ta en paus under 2013, och återkom istället 2014 under NärCons arrangemang. Från 2014 har tävlingen hållits varje år under NärCons arrangemang. 2015, 2016, och 2017 sändes tävlingen live i Sveriges Television. Sedan 2012 har vinnarna av Cosplay-SM också varit Sveriges representanter i Nordic Cosplay Championship.

## Tävlingens utformning

### Kval och Golden Tickets
För deltagare börjar Cosplay-SM i samma stund som de kvalificerat sig till tävlingen. Detta sker i allmänhet året innan tävlingen; deltagare i Cosplay-SM 2018 kvalade exempelvis under 2017. Deltagarna väljs ut i en blandning av direktkval och det så kallade "Golden Ticket"-systemet. De direktkval som hålls inför tävlingen 2019 är:
- Cosplay Master på NärCon Sommar 2018 (tre deltagare)
- Heroes Comic Con Stockholm (en deltagare)

"Golden Tickets" syftar till den pott av cosplayare som inte direktkvalar, utan blir utvalda av Cosplay-SM:s kommitté. Fem deltagare väljs ut av kommittén att delta i finalen. En deltagare kan få en "Golden Ticket" till Cosplay-SM 2019 genom att delta i en av följande tävlingar:
- NärCon Höst 2017
- NärCon Vinter 2018
- Nordsken 2018
- KodachiCon 2018
- PicaCon 2018
- NärCon Sommar 2018

Det går även att få en "Golden Ticket" genom att bli nominerad av någon annan, eller genom att bli framröstad av allmänheten som "internetbubblare". Tidigare har deltagare även kunnat vinna en "Golden Ticket" genom att delta i en CMV (Cosplay Music Video)-tävling.
Utöver detta är regerande mästare från föregående år alltid med för att försvara sin titel.

### Inför finalen
Från det att en deltagare kvalificerats får hen börja arbeta på sin dräkt och sitt framförande inför finalen. Dräkten får vara gammal, eller påbörjad redan innan deltagaren kvalificerats, såvida den inte tidigare tävlat i Cosplay-SM (se regler). I och med att det är en hantverkstävling väger förarbetet tungt, och deltagare visar ofta upp bilder från processen för domarna under finalen. Tiden precis innan finalen ägnas åt förbedömning. Då träffar deltagarna domarna och visar upp sitt hantverk för dem, svarar på frågor och berättar om sin process.

### Finalen
Under finalen visar deltagarna upp sin dräkt på scen inför publik och domare i ett framförande. Framförandet är ett par minuter långt och syftar till att både visa upp dräkten och deltagarens förmåga att gestalta karaktären. Framföranden kan vara drama-, koreografi- eller humorfokuserade, och innefattar ofta dialog eller monolog. Det är fritt fram för deltagare att använda både egenproducerat material, och material från källan såsom inspelade eller ihopklippta ljudspår.
Cosplay-SM:s finaler är utformade som hela scenshower, med för- och mellanakt, samt konferencierer. Domarna överlägger direkt efter att sista tävlande gått av scen, och showen avslutas med att de tre pallplatserna presenteras och priser delas ut.

### Regler
Reglerna i Cosplay-SM berör både dräkten och framförandet.
Regler för dräkten:
- Dräkten måste vara tillverkad av deltagaren själv och får utöver detaljer - såsom exempelvis dragkedjor och strumpor - och grundmaterial inte vara köpt. Deltagaren måste kunna redovisa för sin dräkt i detalj och kunna redovisa både tekniker och material. *
- Dräkten måste avbilda en fiktiv karaktär, visuellt avbildad i ett publicerat verk. Karaktärer som enbart återfinns i text är alltså inte godkända. *
- Dräkten måste avbilda en fiktiv karaktär såsom den avbildas i källmaterialet. Omtolkningar från exempelvis fan-media är alltså inte godkända. *
- Dräkten får vara densamma som den dräkt deltagaren kvalade in med.
- Dräkten får inte tidigare ha tävlat i Cosplay-SM. *
- Deltagaren får ha flera dräkter med sig för att ha med i sitt framförande, exempelvis som kostymbyte.

Regler för framförandet:
- Deltagaren ska kunna redogöra för sitt framförande, hur detta planerats och utformats i exempelvis rekvisita, koreografi, ljud och ljus, och övriga moment.
- Attribut, rekvisita, och effekter behöver inte vara egentillverkade.
- Egentillverkade attribut, rekvisita, och effekter måste godkännas i förväg.
- Deltagaren får ha med sig en assistent på scen, men det måste tydligt framgå vem som är tävlande.
- En eventuell assistents dräkter behöver inte vara egentillverkade. Om de är det kommer det tas med i bedömningen.

Brott mot regler markerade med * är underlag för diskvalificering. Utöver detta kan en deltagare även diskvalificeras om hen eller hens assistent medvetet saboterar för andra deltagare, eller om dräkt eller framförande bryter mot svensk lag.

### Bedömning
Bedömning görs av en jury, bestående av svenska och internationella cosplayprofiler, samt personer som arbetar inom relevanta yrken, exempelvis teater eller sömnad. Bedömningen görs utifrån fyra kriterier:
- Performance (framförande) - bedömning av deltagarens förmåga att förmedla karaktären till publiken, skapa ett fängslande framförande, agera på scen, m.m. Står för 40% av bedömningsunderlaget.
- Craftmanship (hantverk) - bedömning av deltagarens hantverksskicklighet inom exempelvis sömnad, smink, eller rustningsbygge. Står för 40% av bedömningsunderlaget.
- Likeness to Character (karaktärslikhet) - bedömning av hur väl deltagaren lyckats gestalta dräktens förlaga, både i dräktens utformning, och framförande. Kroppsliga grundförutsättningar som hudfärg, längd, och ansiktsform ska inte spela in. Står för 10% av bedömningsunderlaget.
- Technique (teknik) - bedömning av deltagarens förmåga till teknisk problemlösning, exempelvis i hur hen valt att utforma dräkten för att tillåta agerande på scen, alternativt arbetat runt begränsningar. Står för 10% av bedömningsunderlaget.

Enbart de tre högst placerade deltagarna blir rangordnade av domarna. 

## År för år

### 2011
Den första Cosplay-SM -finalen hölls den 5 juni 2011, på Uppsala Konsert och Kongress i samband med UppCon:XI. Tävlingen hölls på UppCon:s utomhusscen med två konferencierer: Debbie Lane och Alvin Liliestierna. Svenska cosplayare var ännu inte vana vid formatet, och många av deltagarna använde huvudsakligen sin tid på scen till att posera och visa upp sin dräkt. En deltagare - Josefin Devert - sjöng live till ett karaokespår. Efter varje framförande intervjuades deltagarna av konferenciererna.
Mellanakten var en show av Caramella Girls.

#### Jury och priser
Juryn bestod bland annat av representanter från Japanska Ambassaden.
Prissumman på 10 000 kr var den högsta som dittills delats ut i en svensk cosplaytävling.

#### Deltagare och resultat
| Nr | Deltagare           | Dräkt                | Källmaterial               | Placering |
| -- | ------------------- | -------------------- | -------------------------- | --------- |
| 1  | Emelie Lennvall     | Countess Carmilla    | Vampire Hunter D           | -         |
| 2  | Josefin Devert      | Sheryl Nome          | Macross Frontier           | -         |
| 3  | Sedra Bäcklin       | Holy Angemon         | Digimon Adventure 2        | -         |
| 4  | Candice Jirblom     | Amy Rose             | Sonic The Hedgehog         | -         |
| 5  | Josefin Slorafoss   | Kos-Mos              | Xenosaga                   | 1         |
| 6  | Cecilia Frankenberg | Simon                | Tengen Toppa Gurren Lagann | -         |
| 7  | Emelie Svensson     | Black Rock Shooter   | Black Rock Shooter         | -         |
| 8  | Hanna Strömberg     | Guardian of Insanity | Resident Evil 5            | -         |
| 9  | Linn Eriksson       | Erza Scarlet         | Fairy Tail                 | 3         |
| 10 | Laxhmi Lundell      | Myoubi               | Alichino                   | 2         |

### 2012
2012 års tävling hölls den 17 juni på Uppsala Konsert och Kongress, i samband med UppCon:XII. Detta år hölls eventet på inomhusscenen, och deltagarna utnyttjade assistenter, ljud och ljus mer än föregående år. I övrigt var upplägget detsamma. Årets konferencierer var Debbie Lane och Kim Synnerborn.

#### Jury och priser
Juryn finns inte presenterad, men prispotten var densamma som förra året: 10 000 kr till förstaplatstagaren, samt 2 000 kr och 1 000 kr till andra- respektive tredjeplatstagaren.
Josefin Slorafoss vann för andra året i rad, och blev därmed den första och än så länge enda att lyckas med att vinna två gånger.

#### Deltagare och resultat
| Nr | Deltagare           | Dräkt            | Källmaterial                | Placering |
| -- | ------------------- | ---------------- | --------------------------- | --------- |
| 1  | Gustav Ljungdahl    | Zeiram 2         | Zeiram 2                    | -         |
| 2  | Hannah Malmcrona    | Serah            | Final Fantasy XIII-2        | -         |
| 3  | Josefin Slorafoss   | Rachel Alucard   | BlazBlue                    | 1         |
| 4  | Linnea Karlsson     | Avatar of Dwayna | Guild Wars                  | -         |
| 5  | Linn Eriksson       | Lightning        | Final Fantasy XIII-2        | 2         |
| 6  | Laxhmi Lundell      | Erza Scarlet     | Fairy Tail                  | -         |
| 7  | Erik Pettersson     | Dovahkiin        | The Elder Scrolls V: Skyrim | -         |
| 8  | Irabu               | Draenei Priest   | World of Warcraft           | -         |
| 9  | Cecilia Frankenberg | Sora             | Kingdom Hearts              | 3         |

### 2013
2013 års tävling blev uppskjuten.

### 2014
Då UppCon:XII år 2012 blev det sista UppCon-eventet kom NärCon att överta Cosplay-SM. 2014 hölls tävlingen i samband med NärCon Stockholm, den 5 januari på Stockholmsmässan. Deltagarna kvalificerade sig under 2012, antingen via andra svenska cosplaytävlingar, nomineringar från communityn, samt en deltagare som blev utvald av magasinet CosplayGen.
Deltagarnas framträdanden var genomgående mer arbetade än tidigare år; nästan alla deltagare utnyttjade den projektorskärm som tillhandahölls, och många använde därtill effekter, rekvisita och ljudspår med monolog eller dialog.
Tävlingen hade ingen formell mellanakt, men en spontan komediakt uppstod under domarnas överläggning. Flera tävlande hade använt konfetti, och tävlingens roddare var mycket närvarande på scen under deltagarintervjuerna för att sopa. Under överläggningen utvecklades detta till något av en improviserad sketch.
Årets konferencierer var Kim Synnerborn och Debbie Lane, värt att notera är att 2014 var första gången ingendera konferencier var i cosplay.

#### Jury och priser
2014 var första året samtliga domare presenterades vid namn på scen. Domarskaran bestod av:
- Linnea Karlsson - Svensk cosplayprofil och tidigare deltagare
- Sedra Bäcklin - Svensk cosplayprofil, tidigare deltagare och tidigare representant för Sverige i EuroCosplay
- Anders Pantzar - Svensk cosplayprofil
- Cherry Koivula - Svensk cosplayprofil
- Violet Cosplay - Internationell gästdomare från Polen

Tävlingens priser var något lägre än föregående år.

#### Deltagare och resultat
| Nr | Deltagare           | Dräkt                   | Källmaterial                          | Kval              | Placering |
| -- | ------------------- | ----------------------- | ------------------------------------- | ----------------- | --------- |
| 1  | Annelie Andersson   | Aeon                    | Castlevania                           | Kultcon 2012      | -         |
| 2  | Martina Edsman      | Monk                    | Diablo III                            |                   | 1         |
| 3  | Josefin Slorafoss   | Norn Necromancer        | Guild Wars 2                          | Regerande mästare | 3         |
| 4  | Frida Svanberg      | Shiro                   | Adekan                                |                   | -         |
| 5  | Cecilia Frankenberg | Sora                    | Kingdom Hearts: Dream Drop Distance   |                   | -         |
| 6  | Irabu               | Little Liberation Maron | Cardfight!!! Vanguard                 |                   | -         |
| 7  | Linn Eriksson       | Lightning               | Lightning Returns: Final Fantasy XIII |                   | 2         |
| 8  | Rebecka Hammare     | Riftwalker              | Heroes of Newearth                    |                   | -         |
| 9  | Miranda Fondin      | Medusa                  | Pet Shop of Horrors                   |                   | -         |

### 2015
Finalen 2015 hölls i Saab Arena i samband med NärCon Vinter, den 21 februari. Utformningen var i stort sett densamma som tidigare år, med en för- och mellanakt, samt intervjuer med deltagarna i samband med deras framföranden. Den stora skillnaden från tidigare år var att tävlingen sändes i Sveriges Television, vilket också gav möjlighet till en större produktion. Exempelvis återfanns på scenen en stor LED-skärm och rökmaskiner, och deltagarintervjuerna var förinspelade.
Inför 2015 ändrades kvalsystemet något; Golden Ticket-systemet infördes och den första deltagaren som valdes ut via detta var Henrik Pilerud, som blev nominerad. Andra sätt att vinna Golden Tickets var som "internetbubblare", eller genom att vinna en CMV-tävling.
Konferencierer var Kim Synnerborn och Sofia Mustaniemi.

#### TV-produktion
För första gången sändes en cosplaytävling live i svensk TV; på SVT Play visades hela tävlingen inklusive ett försnack, och själva finalen sändes på SVT2.
Programledare för produktionen var Petter Sjöstrand, som även hade med sig bisittare Evyn Redar. Expertkommentatorer var Linnéa Karlsson och Erik Petterson.
Försnacket gick huvudsakligen ut på att förklara hobbyn och tävlingsformen, och innehöll även ett inslag där bisittare Evyn Redar ikläddes en cosplay av karaktären Thranduil.
Showen inleddes med ett dansnummer av cosplay- och dansgruppen AKBabes. Efter alla deltagares framföranden gjordes ett kort mellansnack kring bedömningsprocessen, och en mellanakt. Mellanakten var ett medley av disneysånger framfört av konferenciererna, uppbackade av dansare och andra cosplayare. Efter prisutdelning hölls en intervju med vinnaren Linn Eriksson, där hon fick berätta om bland annat sitt hantverk.

#### Jury och priser
Juryn bestod av följande domare:
- Miranda Fondin - Svensk cosplayprofil, tidigare deltagare
- Hannah Malmcrona - Svensk cosplayprofil, tidigare deltagare
- Noel Hansson - Svensk cosplayprofil
- Elffi Cosplay - Internationell gästdomare, tidigare representant för Finland i World Cosplay Summit
- Kyrie Cosplay - Internationell gästdomare från Polen

Tredje- och andrapristagare var Elin Jacobsson och Lotta Lundin respektive. Vinnare blev Linn Eriksson, som deltagit och fått pallplats i alla tidigare Cosplay-SM.

#### Deltagare och resultat
| Nr | Deltagare              | Dräkt                    | Källmaterial            | Kval                      | Placering |
| -- | ---------------------- | ------------------------ | ----------------------- | ------------------------- | --------- |
| 1  | Martina Edsman         | Queen of Hearts          | Alice: Madness Returns  | Regerande mästare         | -         |
| 2  | Lotta Lundin           | Bofur                    | Hobbit: En Oväntad Resa | NärCon 2013               | 2         |
| 3  | Andrew Siz Modig       | Fulgrim, The Phoenician  | Warhammer 40.000        | ConFusion 2013            | -         |
| 4  | Elin Jacobsson         | Ichihara Yuuko           | XXXHOLiC                | Golden Ticket - CMV       | 3         |
| 5  | Rebecka Hammare Thalin | Charr                    | Guild Wars 2            | Golden Ticket - CMV       | -         |
| 6  | Sabina Mårdenkrans     | Quina Quen               | Final Fantasy IX        | Kultcon 2014              | -         |
| 7  | Linn Eriksson          | Dissidia                 | Final Fantasy II        | Golden Ticket - Nominerad | 1         |
| 8  | Märta Dahlberg         | Hicke                    | Draktränaren 2          | Golden Ticket - CMV       | -         |
| 9  | Henrik Pilerud         | Bloog Angel Space Marine | Warhammer 40.000        | Golden Ticket - Nominerad | -         |
| 10 | Sofie Jörgensen        | Demon Hunter             | Diablo 3                | NärCon 2014               | -         |

### 2016
2016 års final hölls den 13 februari på Saab Arena, i samband med NärCon vinter. Den kommitté som valde vinnarna från Golden Ticket-systemet bestod av Tomasz Niewiarowski (cosplayfotograf), Saki Ando (representant för NärCon), Erik Pettersson (svensk cosplayprofil och tidigare deltagare), Martina Edsman  (svensk cosplayprofil, tidigare SM-vinnare), och Emma Boman (svensk cosplayprofil).
Showen inleddes med ett dansnummer satt till bland annat tillbakablickar från tidigare års tävlingar. Mellanakten var en samling Game of Thrones-scener; dialoger, monologer, och sång.
För första gången i Cosplay-SM återfanns assistenter inte bara på scen som roddare, utan även i dräktbärande och "talande" (förinspelade) roller.
Årets konferencierer var Sofia Mustaniemi, Birna Häggmark, och Olivia Pontén.

#### TV-produktion
SVT sände även detta år finalen live. Liksom föregående år leddes programmet av Petter Sjöstrand. Årets expertkommentator var Kim Synnerborn, och under försnacket deltog Sabina Mårdenkrans - 2016 års projektkoordinator för Cosplay-SM. Försnacket innehöll två inspelade inslag; ett från NärCon Vinter och ett från 2015 års World Cosplay Summit. Utöver detta genomfördes även intervjuer från publiken och backstage.

#### Jury och priser
För första gången inkluderade juryn domare som inte primärt var cosplayare själva, utan yrkesverksamma inom relaterade områden. Juryn bestod av:
- Sedra Bäcklin - Svensk cosplayprofil, tidigare deltagare, och representant för Sverige i EuroCosplay
- Mattias Boström - Svensk cosplayprofil, frisör
- Elin Jacobsson - Svensk cosplayprofil, tidigare deltagare i SM och vinnare av Nordic Cosplay Championship
- Sofia Frygstam - Rollsättare och kostymör
- Kei Mak - Svensk cosplayprofil
- Annika Bromberg - Kostymör, scenograf, och utställningsformgivare

En annan förstagångsföreteelse var att motivationer för alla vinnare lästes upp.
Regerande mästare Linn Eriksson kom på tredje plats. När hon tog emot priset delgav hon även att hon inte hade några planer på att delta i framtida tävlingar.
På andra plats kom Beatrice Krüger.
Vann gjorde Nico Svensson, förstagångsdeltagare.

#### Deltagare och resultat
| Nr | Deltagare           | Dräkt                 | Källmaterial                     | Kval                             | Placering |
| -- | ------------------- | --------------------- | -------------------------------- | -------------------------------- | --------- |
| 1  | Linn Eriksson       | Margaery Thyrell      | Game of Thrones                  | Regerande Mästare                | 3         |
| 2  | Malin Ivarsson      | Thrall*               | World of Warcraft                | NärCon Sommar                    | -         |
| 3  | Noel Hansson        | Geralt of Rivia       | The Witcher 3: Wild Hunt         | Golden Ticket - Nominerad        | -         |
| 4  | Ron Andersson       | Christopher Johnson   | District 9                       | Golden Ticket - Internetbubblare | -         |
| 5  | Nico Svensson       | Eileen the Crow       | Bloodborne                       | KultCon                          | 1         |
| 6  | Hani Abbas          | Queen Blade Lissandra | League of Legends                | NärCon Vinter                    | -         |
| 7  | Beatrice Krüger     | Lana                  | Legend of Zelda: Hyrule Warriors | Comic Con Gamex                  | 2         |
| 8  | Cecilia Frankenberg | Sora                  | Kingdom Hearts                   | Golden Ticket - Nominerad        | -         |
| 9  | Elias Nygren        | Zack Fair             | Crisis Core: Final Fantasy VII   | NärCon Sommar                    | -         |

*Malin Ivarssons dräkt var en s.k. "genderbend" - en omtolkning av karaktären utifrån könskodning - och hade således inte varit godkänd med numera rådande regler

### 2017
För första gången hölls finalen i Cosplay-SM 2017 som ett eget event, snarare än i samband med ett konvent. Finalen hölls på Nordiska Museet och var utformat som en galakväll för publiken, med klädkod "utklätt eller uppklätt". Till följd av Nordiska Museets serveringstillstånd hade eventet en åldersgräns på arton år. Finalen hölls 25 mars.
Konferencierer var Eddie Herrera och Johanna Sköld

#### Showens utformning
Som förshow delade Swedish Cosplay Community Awards ut sina priser för första gången, något som inte sågs i TV-sändningen utan enbart för närvarande publik. 
En annan del av förshowen var tävlingen Cosplay <3 Folktroväsen. Nordiska Museet bjöd in svenska cosplayare att skapa egna dräkter utifrån nordisk folktro för att "väcka nytt liv i museets samlingar och arkiv med hjälp av kreativa och skickliga cosplayare" och "få fler att upptäcka en rik kunskapskälla." Tre deltagare valdes ut för att förverkliga sina designer, och fick sponsring och tillgång till museets samlingar. Deltagarna bedömdes av en jury bestående av tidigare pallplatstagaren i Cosplay-SM, Lotta Lundin, och Lena Kättström Höök och Leif Wallin, intendenter på Nordiska Museet. Tävlingen vanns av Rickard Nilsson, som bergakungen. Kelly Colbell Heyl och Elin Jakobsson kom på delad andraplats, och cosplayade skogsrået och gruvrået, respektive.
För- och mellanakt var ett originalkoncept med originalmanus. Det följde en manisk värdkaraktär spelad av Arijan Ghoreishi, i en övergiven arkad. Värdkaraktären tilltalade publiken direkt, i både monolog och musikalnummer. Under mellanakten steg värdkaraktären in i tre etablerade speluniversum - Fallout, Bioshock Infinite, och Undertale - med gästspel av andra svenska cosplayare.

#### TV-produktion
Även 2017 var Petter Sjöstrand programledare för SVT:s sändning, detta år med Daniel Ullenius som bisittare och expertkommentator. Försnacket gästades av flera svenska cosplayprofiler: tidigare deltagaren Cecilia Frankenberg, Linnea Karlsson, som precis hade vunnit "Årets Community Hero" i Swedish Cosplay Community Awards, samt domare och tidigare vinnare Linn Eriksson. Försnacket avslutades med ett inspelat inslag från World Cosplay Summit. Under mellansnacket deltog Debbie Lane och Märta Dahlberg, Sveriges representanter i World Cosplay Summit 2017. 

#### Jury och priser
Årets jury bestod av fyra domare:
- Linn Eriksson - Svensk cosplayprofil, tidigare deltagare och vinnare
- Martin Högberg - Yrkesaktiv specialeffektsmakare för film och TV.
- Henrik Pilerud - Svensk cosplayprofil, tidigare deltagare
- Annika Bromberg - Återkommande domare, kostymör, scenograf, och utställningsformgivare

På tredje plats kom Erik Pettersson, med motivering från juryn: "denna deltagare har arbetat i flera olika material, och prickat in en snygg helhet och silhuett. Mycket arbete har lagts på att skapa mönster och fina detaljer. Framträdandet framhävde budskapet på ett tekniskt [skickligt] sätt".
Emma-Charlotta Granath kom på andra plats, med motivering: "Go big or go home. Denna deltagare gjorde allt för att kunna känna sig störst, bäst och vackrast på scenen. Kreativ tolkning av referensmaterialet. Hen är charmerande ända ut i fingerspetsarna, och berättelsen fångar oss totalt."
Vann gjorde Elias Nygren. Juryns motivation löd: "Denna deltagare hänförde oss domare med sin precision och exakthet i alla material. Genom att utnyttja sina specialkunskaper inom  olika områden har hen eftersträvat ett kompromisslöst återskapande av karaktären. Framträdandet bjöd på en dramatisk vändning, och en kamp på liv och död."

#### Deltagare och resultat
Två deltagare kvalade in, men deltog inte i finalen: Anna Erika Svakko som tävlade på Nordsken och fick en Golden Ticket, och Cecilia Wistrand som direktkvalade från NärCon Vinter 2016.
| Nr | Deltagare              | Dräkt           | Källmaterial                    | Kval                       | Placering |
| -- | ---------------------- | --------------- | ------------------------------- | -------------------------- | --------- |
| 1  | Nico Svensson          | Dream           | The Sandman                     | Regerande mästare          | -         |
| 2  | Fanny Bystedt          | Tali'Zorah      | Mass Effect                     | NärCon Sommar 2016         | -         |
| 3  | Erik Pettersson        | Angel of Death  | Hellboy II: The Golden Army     | NärCon Sommar 2016         | 3         |
| 4  | Artiom Alarcon         | Edward Kenway   | Assassin's Creed IV: Black Flag | NärCon Sommar 2016         | -         |
| 5  | Emma-Charlotta Granath | Apple White     | Ever After High                 | Comic Con Gamex 2015       | 2         |
| 6  | Elias Nygren           | Cloud Strife    | Kingdom Hearts                  | Golden Ticket - Nominering | 1         |
| 7  | Josefin Devert         | Nicole Nanasaki | Tokyo 7th Sisters               | ConFusion 2016             | -         |
| 8  | Sofie Rundgren         | Yuna            | Final Fantasy X                 | KodachiCon 2016            | -         |

### 2018
Den 30 augusti 2017 tillkännagavs kommittén inför 2018 års tävling. De som skulle välja ut deltagarna från de cosplayare som vunnit Golden Tickets var Robin Aronsson (svensk cosplayprofil, "Årets språkrör inom cosplay" 2017 i SCCA), Elin Jacobsson (vinnare av NCC 2015, tidigare deltagare och domare), Shila Vikström (cosplayfotograf), TinYasuo (dansk cosplayprofil, vinnare av NCC 2017 och andrapristagare i WCS 2016), och Irabu (svensk cosplayprofil, tidigare deltagare).
Finalen hölls 24 februari på Linköpings Konsert och Kongress i samband med NärCon Vinter 2018. Dock fick även personer som inte var NärCon-besökare köpa biljetter till showen. Detta år förekom ingen SVT-sändning av finalen.

#### Showens utformning
Likt 2017 delade Swedish Cosplay Community Awards ut under för-showen, årets vinnare var Johan Linder (Årets Eldsjäl), Fanny M. Bystedt (Årets Språkrör), och Anna Erlandsson (Årets Community Hero).
Mellanakten var ett sketch- och musikalnummer om en cosplayare som förbereder sig för ett konvent. 

#### Jury och priser
2018:s jury hade flera återkommande domare:
- Linn Eriksson -Tidigare deltagare, vinnare, och domare. Även svensk representant i Nordic Cosplay Championship och World Cosplay Summit

- Fabian Kjær-Thomsen - Internationell gästdomare, tidigare representant för Danmark i Nordic Cosplay Championship

- Linnéa Karlsson - Svensk cosplayprofil, tidigare deltagare och domare

- Martin Högberg - Yrkesverksam specialeffektsmakare, tidigare domare

- Annika Bromberg - Återkommande domare, kostymör, scenograf, och utställningsformgivare

På tredje plats kom Märta Dahlberg med motivering: "Kostymens detaljrikedom överraskar, och [deltagaren] imponerar med hennes slående likhet på scenen"
Andraplatstagaren var Henrik Pilerud, hans motivering löd: "Med ett fantastiskt sinne för proportioner och helhetsintryck har du fångat allas uppmärksamhet. Framträdandet var eye-catching"
Vann gjorde Malin Ivarsson, med motivering: "Mycket rent, omsorgsfullt gjort hantverk, och ett framträdande som är sant till karaktären."
Alla årets pallplatstagare hade tidigare deltagit i Cosplay-SM.

#### Deltagare och resultat[4]
Ron Andersson kvalificerade till 2018 års tävling, men deltog sen inte i själva finalen.
| Nr | Deltagare              | Dräkt             | Källmaterial     | Kval                                                  | Placering |
| -- | ---------------------- | ----------------- | ---------------- | ----------------------------------------------------- | --------- |
| 1  | Märta Dahlberg         | Harley Quinn      | Injustice 2      | Golden Ticket - Confusion på Kulturkalaset i Göteborg | 3         |
| 2  | Henrik Pilerud         | Benny             | LEGO filmen      | Direktkval - NärCon 2017                              | 2         |
| 3  | Emma-Charlotta Granath | Aurora            | Törnrosa         | Regerande mästare*                                    | -         |
| 4  | Nico Svensson          | Kefka Palazzo     | Final Fantasy VI | Golden Ticket - Malmöfestivalen                       | -         |
| 5  | Anne Arvidsson         | Jack'O Valentine  | Guilty Gear Xrd  | Golden Ticket                                         | -         |
| 6  | Malin Ivarsson         | Mariachi Reaper   | Overwatch        | Direktkval - Comic Con Stockholm 2017                 | 1         |
| 7  | Maria Johansson        | Princess Serenity | Sailor Moon      | Direktkval - Comic Con Stockholm 2017                 | -         |
| 8  | Beatrice Krüger        | Draculaura        | Monster High     | Direktkval - KodachiCon 2017                          | -         |
| 9  | Sanna Eriksson         | Zero              | Megaman          | Direktkval - NärCon Vinter 2016                       | -         |

*Emma-Charlotta Granath kom egentligen på andra plats i finalen 2017, men direktkvalade istället för Elias Nygren, som inte hade möjlighet att delta i 2018 års tävling.

### 2019
Kvalen till Cosplay-SM 2019 pågick fram till den 19 september 2018, då de sista deltagarna utannonserades.